# のだめカンタービレ (テレビドラマ)
『のだめカンタービレ』は、クラシック音楽をテーマとした日本の漫画『のだめカンタービレ』（二ノ宮知子）を原作とするテレビドラマである。
2006年10月から12月まで、連続ドラマとして日本のフジテレビ系で放送され、その特別編として2008年1月に『のだめカンタービレ 新春スペシャル in ヨーロッパ』が放送された。
テレビドラマの続編として2009年から翌2010年に映画『のだめカンタービレ 最終楽章』二部作が制作され、公開された。
2014年には韓国KBSが同じ漫画を原作にした韓国版テレビドラマ『のだめカンタービレ ～ネイル カンタービレ』を制作した。
2020年に中国版テレビドラマ『キミと奏でる交響曲（シンフォニー）』が放送された。

## 概要
2006年10月16日から12月25日まで毎週月曜日21時 - 21時54分に、フジテレビ系の「月9」で放送。初回と最終回は21時 - 22時9分の15分拡大放送された。全11回。主演は上野樹里と玉木宏の2人で、共に本作が月9ドラマ初主演となる。
2008年1月4日と5日に、スペシャルドラマ『のだめカンタービレ 新春スペシャル in ヨーロッパ』が同局系で2夜連続で放送された。
2006年12月にはテレビドラマのストーリーを基に小説化され、講談社より発売された（書籍参照）。
2007年エランドール賞の新人賞に主演の上野樹里と玉木宏が選ばれ、特別賞にはプロデューサーの若松央樹が選ばれた。他にも第51回ザテレビジョンドラマアカデミー賞最優秀作品賞、主演女優賞（上野樹里）、音楽賞（武内英樹）、監督賞（武内英樹）、タイトルバック賞（鈴木鉄平）、特別賞を獲得
。月刊TVnaviが行ったドラマ・オブ・ザ・イヤー2006でも最優秀作品賞を受賞し、2007年日本民間放送連盟賞のテレビドラマ番組において優秀賞を受賞した。第2回ソウルドラマアワードでは、ミニシリーズ部門最優秀作品賞、最優秀監督賞、最優秀音楽監督賞では武内英樹が受賞した。
また、スペシャルドラマの放送に伴い、フジテレビをはじめFNS加盟28局のうち17局で放送直前に連続ドラマの全11話が一挙再放送された。

## トラブル
当初はフジテレビではなくTBSが放映権を獲得し、のだめは同じく上野、相手役の千秋は岡田准一のキャストで前年の2005年10月から放送される予定であった。しかし、岡田が所属するジャニーズ事務所が上野を脇役に回して岡田を主演扱いに改変するよう強く要請、さらに主題曲も既成のクラシック音楽ではなく岡田がメンバーを務めるV6の新曲を使用するよう横槍を入れてきたことに二ノ宮が強い難色を示したことから、制作発表を行っていたにもかかわらずクランクイン直前に破談となった。その後、改めてフジテレビが二ノ宮の意向を受け入れることを条件にオファーを出し、千秋役を玉木に変更し主題曲も二ノ宮の希望するガーシュウィン及びベートーヴェンを使用することで話がまとまり、一年後の2006年10月からの放送となった。
なお、放送前に破談となったTBSは急遽代わりの企画を立て『花より男子』を制作・放送した。この件についてTBSは「どんな番組でも、正式発表までに、水面下でいろいろな動きがある。今回の場合、『花より男子』に松本潤さんがキャスティングされているということで、（ジャニーズとの）トラブルはなかった、とご理解ください」とコメントした。

## 登場人物

### 主人公
野田恵（のだ めぐみ）
演 - 上野樹里 / 森迫永依（幼少時代）
主人公。桃ヶ丘音大ピアノ科3年生。愛称は「のだめ」。1981年9月10日生まれ。周囲からは「変態」と形容される型破りなヒロイン。部屋は散らかっており、常に金欠状態で空腹である。集中すると風呂に入ることも忘れてしまう。口癖は「ぎゃぼー!」。
演奏は超自己流。千秋からは「作曲してる...」とまで言われる。初見も苦手だが、実は天才的なピアノの才能がある。将来は幼稚園か小学校の先生になるのが夢であったが、千秋に恋をしたため、彼に追いつくことを目標に変わっていくことになる。

千秋真一（ちあき しんいち）
演 - 玉木宏 / 藤田玲央（幼少時代）
主人公。桃ヶ丘音大ピアノ科4年生。1981年2月17日生まれ。ピアノ科に在籍しながら独学で指揮法を学び、世界的な指揮者を目指しているエリート音大生。幼少期にランディングギアの故障(酸素マスクが落ちていたため緊急降下の可能性もある)により、胴体着陸をしたのが1つの原因、又右隣に居たお爺さんが落とした薬を取って上げれず、自分がお爺さんを亡くならせた原因だ...と自分を責め、それがトラウマで飛行機恐怖症（かつ船舶恐怖症）になり、海外留学ができず自暴自棄に陥っていた。イケメンで女子からの人気が高い。オケの女子メンバー（と真澄）からの愛称は「千秋様」。毒舌なドSで他人に対して辛辣。周囲に敵を作りやすい。過去のトラウマを思い出すと非常に脆い。料理の腕がピカイチで得意メニューはパスタ。
のだめの音楽的な才能にいち早く気づき、自分自身も変わっていくことになる。

### Sオケ関係者
峰龍太郎（みね りゅうたろう）
演 - 瑛太
桃ヶ丘音大ヴァイオリン科に在籍。自称「千秋の親友」。1980年7月27日生まれ。
エレクトリック・ヴァイオリンをロック風に弾いて悦に入る自己陶酔型。当初は千秋とぶつかってばかりいた。
清良を好いている。
Sオケではコンマスを務める。

三木清良（みき きよら）
演 - 水川あさみ
桃ヶ丘音大ヴァイオリン科在籍。ドラマ版で原作と基本設定が変わっている唯一の登場人物。第1話から登場。
ウィーン帰りであり、Aオケのコンマスをする優秀な学生。

奥山真澄（おくやま ますみ）
演 - 小出恵介
体は男だが心は乙女チックなティンパニ奏者。1981年1月4日生まれ。
千秋に片想い中で「千秋様」と呼んでいる。のだめの恋敵であり、「殺してやる!」と物騒な発言をする。アフロヘアーとヒゲがチャームポイント。通称は「真澄ちゃん」。
初めて千秋に演奏を見てもらった際、張り切りすぎて指揮者から止められ、恥をかく。しかし千秋からは早々に腕前を買われていた。

多賀谷彩子（たがや さいこ）
演 - 上原美佐
桃ヶ丘音大声楽科に在籍。声種はソプラノ。大手である「多賀谷楽器」の令嬢。千秋とは高校時代から付き合っていた。

大河内守（おおこうち まもる）
演 - 遠藤雄弥
桃ヶ丘音大指揮科に在籍。「桃ヶ丘音大で2番目に有名」と自称。千秋を一方的にライバル視し、服装も似せている。何度も自己紹介をしようとするが、誰も知らない上に聞いておらず、次第に自分の名前を名乗ろうとすると遮られ、登場してもすぐに誰かに突き飛ばされて「あべしっ！」「ひでぶっ！」と言って画面外へ消えていく。
学祭の仮装Sオケでは指揮者を担当。
パリ編では町の合唱団の指揮者に就任しており、パリにいる千秋にFAXを送った際に大きな文字で名前を名乗ろうとするが途中で途切れてしまっていた。

佐久桜（さく さくら）
演 - サエコ
桃ヶ丘音大管弦楽科在籍。Sオケのコントラバス奏者。小柄のため、コントラバスを背負って歩くとコントラバスが歩いているように見え、同級生から馬鹿にされていた。
父が事業に失敗し、しかも趣味のヴァイオリン集めのために生活が苦しく、コンビニエンスストアでアルバイトをしていた。
不仲だった岩井と和解してからはSオケの練習に一層打ち込めるようになり、峰が千秋に叱責されて挫折していたときには激励する。

石川怜奈（いしかわ れいな）
演 - 岩佐真悠子
のだめの友人。ピアノ科在籍。
学祭の仮装Sオケではピアニカで参加。

田中真紀子（たなか まきこ）
演 - 高瀬友規奈
のだめの友人。ピアノ科在籍。毎回のだめに昼食を狙われている。Sオケの定期公演以来、峰のファンになる。
学祭では彼の仮装のデザイン案を出すが却下される。仮装Sオケではピアニカで参加。

玉木圭司（たまき けいじ）
演 - 近藤公園
Sオケのクラリネット担当。橋本と組んで千秋に恥をかかせようとするも、玉砕。
鈴木薫が気になるらしい。

橋本洋平（はしもと ようへい）
演 - 坂本真
Sオケのオーボエ担当。千秋に嫉妬しており、恥をかかせようと玉木と組んでパートをこっそり入れ替わったりなどするも、玉砕する。
学祭の仮装Sオケでは打楽器のシンバルを担当。

鈴木萌（すずき もえ）
演 - 松岡璃奈子
Sオケ双子美人姉妹のうちのひとり。フルートを担当。

鈴木薫（すずき かおる）
演 - 松岡恵望子
Sオケ双子美人姉妹のうちのひとり。クラリネット担当。玉木圭司から好意を寄せられている。

岩井一志（いわい かずし）
演 - 山中崇
Sオケのコントラバス奏者。当初は練習不足の佐久桜に厳しく当たるが、桜が再び練習に打ち込めるようになってからは和解する。

金城静香（きんじょう しずか）
演 - 小林きな子
泣き虫なSオケのヴィオラ奏者。酔うと暴れる。
卒業後はいち早く結婚が決まり、周囲を驚かせた。

井上由貴（いのうえ ゆき）
演 - 深田あき
Sオケのチェロ奏者。

金井建人（かない けんと）
演 - 小嶌天天
Sオケのホルン奏者。

相沢舞子（あいざわ まいこ）
演 - 桜井千寿
フルート奏者。

片山智治（かたやま ともはる）
演 - 波岡一喜
ホルン奏者。

### R☆Sオケ関係者
黒木泰則（くろき やすのり）
演 - 福士誠治
森光音大在籍のオーボエ奏者。古武士の佇まいのある古風な人。のだめに一目惚れをし、彼女を「恵ちゃん」と呼ぶ数少ない人物。
オーボエの演奏で千秋に一目置かれる実力者で「黒木くん」と呼ばれる。第6話から登場。

菊地亨（きくち とおる）
演 - 向井理
ボストン留学中のチェリスト。オーストリア音楽祭で入賞し、ソリストを目指している優秀な学生。
全日本音楽コンクールでは見事優勝した。
外国人の娘や人妻にまで手を出す節操のなさはボストンでも相変わらずである。第6話から登場。

木村智仁（きむら ともひと）
演 - 橋爪遼
第6話から登場。ヴァイオリン奏者。原作と異なり、清良の紹介で桃ヶ丘音大にやって来る。大河内とは高校時代の同級生で、大河内曰く「ヴァイオリンは上手いが、嫌みな性格で、よく虐められた」。経理などR☆Sオケの雑用部分も担当している。R☆Sオケのポスターの撮影は、「ヴィジュアル重視だから」と河野に断られる。

高橋紀之（たかはし のりゆき）
演 - 木村了
第10回と最終回に登場。ブッフォン国際コンクール第3位入賞の腕前を持つヴァイオリニスト。芸能界デビューの話もあったが、わざわざ断ってR☆Sオーケストラに加入した。
千秋のことを「好き」と発言したため、真澄から目の敵にされていた。

### その他
フランツ・フォン・シュトレーゼマン
演 - 竹中直人
「ミルヒー・ホルスタイン」（Milch Holstein ホルスタインの牛乳）という、明らかにうさん臭い偽名を名乗る謎のドイツ人。その正体はヴィエラと人気・実力を二分する世界的な大指揮者。最初はヴィエラの弟子だという千秋を目の敵にするような態度を取るが、後に彼も千秋の師匠となる。
国から勝手に失踪していた為、結局警察と協力したエリーゼに音大で捕まり、強制送還させられる。なお自分でまた日本に戻ってくる事もある。
キャバクラ好きで合コンも毎回演奏終了後にやるくらい好き。

桃平美奈子（ももだいら みなこ）
演 - 秋吉久美子（※友情出演） / 稲葉瑠奈（学生時代）
桃ヶ丘音大理事長。シュトレーゼマンを日本に呼び寄せた。かつて彼と「深い関係」があったらしい。

江藤耕造（えとう こうぞう）
演 - 豊原功補
千秋の元担当教官。ハリセンを振り回すスパルタ式の厳しい指導をするため、ついたあだ名は「ハリセン」。彼のエリート専門の「江藤塾」からは優秀な学生を多く輩出している。
のだめに否定的だったが、才能に気付くと担当教官を買って出る。
のだめ作「おなら体操」を実演する。

谷岡肇（たにおか はじめ）
演 - 西村雅彦
ピアノ科の落ちこぼれ専門教師、通称「オチ専」。
のだめの「奇特な音楽センス」と「奇抜な習性」に見事に順応。伸び悩んでる千秋には、のだめとのピアノの共演を勧める。

セヴァスチャーノ・ヴィエラ
演 - ズデニェク・マーツァル（日本語吹き替え【SP】：青野武）
千秋が師として敬愛する有名な巨匠指揮者。たまごっちが縁で少年時代の千秋と知り合い、彼を弟子にした。
演じるマーツァルは、放映当時、東欧の名門オーケストラチェコ・フィルハーモニー管弦楽団の首席指揮者であった。

峰龍見（みね たつみ）
演 - 伊武雅刀
龍太郎の父親。大学の裏で中華料理屋「裏軒」を経営している。Sオケ存続決定時には「Sオケ存続定食」、とある先生が「Sオケ無くしますかー」と言った際は「Aオケ打倒定食」等をメニューに加えるなど、言い合いをしながらも息子を溺愛している。
中華料理屋なのに、なぜかクラブハウスサンドイッチがメニューにあり、近頃はエスプレッソや紅茶、デザート、ケーキなどの喫茶メニューも始める。本人は「カニ好き」らしい。

江藤かおり（えとう かおり）
演 - 白石美帆（※友情出演）
江藤の妻。夫婦仲は良好。ポジティブな性格。ファッションは派手。

佐久日出美（さく ひでみ）
演 - 升毅
輸入家具会社を経営する桜の父。豪邸に住みながら貧窮。高級調度品に差押物品封印票が貼られており、お客にも水道水しか出せない。龍太郎も文句を言っていた。隠し部屋に高級ヴァイオリンのコレクションを持っているが、じつは楽器は全く弾けない。
高級ヴァイオリンの中に呪われたヴァイオリンが1台見つかり、そこからは正気に戻る。

三善征子（みよし せいこ）
演 - 黒田知永子
千秋の母。離婚後、勤め先の会社で文化事業に参画し、現在は音楽留学生の支援事業を行なっている。

野田辰男（のだ たつお）
演 - 岩松了
のだめの父。最終回に登場。ピアノに関するトラウマのある娘を心配している。

野田洋子（のだ ようこ）
演 - 宮崎美子
のだめの母。最終回に登場。裁縫が得意。千秋用の服を強引に作ろうとした。その際のだめと一緒にバストや身長を計測している。

野田佳孝（のだ よしたか）
演 - 別當優輝
のだめの弟。最終回に登場。料理好き。

野田喜三郎（のだ きさぶろう）
演 - 江藤漢斉
のだめの祖父。最終回に登場。のだめを「恵ちゃん」と呼んでいる。のだめの音大にかかる費用に関する話で喧嘩になろうとした際は佳孝に1000円を渡そうとしていた。

野田静代（のだ しずよ）
演 - 大方斐紗子
のだめの祖母。最終回に登場。千秋の存在を知って地元の踊りを上機嫌で踊っていた。

花桜（はなざくら）
演 - 沼崎悠
回想シーンおよび最終回に登場。のだめが通っていたピアノ教室の先生。ミスタッチをした際、「この指がいけないんだ！」と言い指を手で叩く等程体罰も辞さない厳しさで、のだめにトラウマを植え付けた。

佐久間学（さくま まなぶ）
演 - 及川光博
「クラシック・ライフ」に連載コラム「夢色クラシック」を寄稿する気鋭の音楽批評家。興奮すると振り付きでポエムを朗読する一風変わった癖を持つ。

河野けえ子（かわの けえこ）
演 - 畑野ひろ子
クラシック専門の月刊誌「クラシック・ライフ」のイケメン好きの女性編集者。Sオケでの千秋の指揮を見て以来、彼の才能に注目する。佐久間のポエムを千秋等に翻訳することができる数少ない人物。原作に比べ早くから登場し（第1回から登場）、当初はシュトレーゼマン行きつけのバーに通ってシュトレーゼマンがなぜ来日したのかを色仕掛けを使って聞き出そうとする。

エリーゼ
演 - 吉瀬美智子
シュトレーゼマンの敏腕マネージャー。千秋がドイツ語を話した際には日本語で返すなど言語力がある。

斉藤（さいとう）
演 - NAOTO
第1回、第2回に出演。峰の元バンドの仲間。なお、NAOTOは本ドラマのヴァイオリン演奏の指導も担当している。

早川（はやかわ）
演 - 諏訪雅
指揮科の学生で千秋の心の師であるヴィエラに師事するため留学する。小太りで肥満体であるため、千秋に「ハムみたいな奴」「ハムの原材料」と揶揄される。

菅沼沙也（すがぬま さや）
演 - 井上佳子
多賀谷彩子のライバルで同じく声楽科のソプラノ。彩子からは「ブー子」呼ばわりされている。

瀬川悠人（せがわ ゆうと）
演 - 伊藤隆大 / 小川光樹（幼少時代）
子供時代にのだめと同じピアノ教室に入っていた。高校生でコンクールで優勝し、海外留学もしたことがあるピアニスト。のだめと同じマラドーナ・ピアノコンクールに出場した際再会を果たす。幼少期からのだめをライバル視し、「俺は必ず勝つ！」などと必要以上にプレッシャーをかけてくる一方、のだめの影に脅えている面もある。
瀬川百合子（せがわ ゆりこ）
演 - 川俣しのぶ
悠人の母。

カイ・ドゥーン
演 - ジョン・ヘイズ
元ベルリン・フィルハーモニー管弦楽団のコンマスで、一流ヴァイオリニスト。清良の師匠。全日本音楽コンクールでの清良の成績を見て、ウィーン留学を勧める。

### ゲスト
松本人志（まつもと ひとし）（ダウンタウン）
演 - （本人役）
Lesson 5において、「略奪愛!! 松本人志（43） 65歳女性と結婚」のテロップ付きで電撃結婚の会見がテレビ中継された。

永岡真実（ながおか まみ）
演 - （本人役）
シュトレーゼマンが気に入ったグラビアアイドル役として、写真でのみ登場。シュトレーゼマンがドイツに帰国する際、千秋に彼女の写真集を送るよう催促して千秋をあきれさせる。千秋のお母さんを経由してまで欲しいと言う。なお、パリ編でもポスター写真で登場。

### のだめカンタービレ in ヨーロッパ
フランク・ラントワーヌ
演 - ウエンツ瑛士
千秋とのだめが住むアパルトマンの住人で、コンセルヴァトワールピアノ科1年。のだめとは入学試験が一緒だった。フランス人の「オタク」。実はオクレール先生の指導を希望して学校を受け直して来たが、叶わなかった。

タチヤーナ・ヴィシニョーワ
演 - ベッキー
同じく千秋とのだめが住むアパルトマンの住人で、コンセルヴァトワールピアノ科2年。通称ターニャ。ロシア人のギャル。黒木を最初は「セ・グローク C'est glauque!」（青緑色。フランスの若者言葉で「暗い」の意）と敬遠していた。なお、演じるベッキーの父親はイギリス人である。

孫Rui（ソン・ルイ）
演 - 山田優
中国人で10歳でプロデビューした天才ピアニスト。東京でシュトレーゼマンの代振を急遽演じた千秋と共演。

ルイの母
演 - 片桐はいり
幼少時よりルイを優秀なピアニストに育てた母親。

ジャン・ドナデュウ
演 - ジリ・ヴァンソン
フランス人の新鋭指揮者。ヴィエラの弟子。プラティニ国際指揮者コンクールのファイナルで千秋と争う。

シャルル・オクレール
演 - マヌエル・ドンセル（日本語吹替：柳澤愼一）
コンセルヴァトワール教授にして著名なピアニスト。のだめの担当教官であり、留学を勧めた人物。本編第10話にも登場。

マジノ
演 - 猫背椿
オクレール先生のアシスタント。オクレール先生が不在の間、のだめにピアノを教える。

並木ゆうこ（なみき ゆうこ）
演 - 山口紗弥加
ジャンの恋人。くじ運がよく、コンクールでジャンの指揮に合う楽曲を引き当てるのが得意。

片平元（かたひら はじめ）
演 - 石井正則（アリtoキリギリス）
日本人指揮者。小柄ながら計算されたジャンプなどを使った独特の指揮を行う。日本に妻子があり、プラティニ国際指揮者コンクールのファイナルに進出。

ロラン・シュヴァリエ
演 - 三浦涼介
ファゴット奏者。プラティニコンクールでの演奏オケの一員。

アンナ
演 - ロザンナ
千秋とのだめが住むアパルトマンの管理人。

ハラヒロシ
演 - 温水洋一
漫画「プリごろ太」の作者。

ピエール・ド・ブノワ
演 - ダニエル・カール
のだめをリサイタルに招待したブノワ家の当主。

執事
演 - パンツェッタ・ジローラモ
ブノワ家の執事。

アナリーゼの担当教員
演 - セイン・カミュ
コンセルヴァトワールでのだめが初めて参加した講義（楽曲分析）の担当教員。

リュカ・ボドリー
演 - 尾台凌平
コンセルヴァトワールでピアノを学ぶ12歳の天才ピアノ少年。のだめと同級生。

## 演出上の特徴
原作がリアルな絵柄ではあるがギャグ漫画的なので、それを忠実に漫画的に再現するため、殴ったり投げ飛ばしたりするシーンには投げ飛ばされ専用の人形が作られた。また、のだめが千秋の唇を狙うシーンでは画面上にピンク色の矢印や「LOCK ON」の表示、のだめが千秋にそれとなく告白するシーンや、彩子が千秋に惚れ直すシーンにはハートマークや、真澄が走るシーンに集中線らしきものが入ったりと、漫画の表現をできる限り実写画面に表現することも工夫された。
演奏場面では音楽を十分に聴かせるような演出が行われた。クラシックの演奏シーンをよりリアルにするために主要キャストは担当の楽器や指揮を習い、サントラの演奏をするために「のだめオーケストラ（のだめオケ）」が公募の末、結成された。彼らはAオケおよびSオケ、R☆Sオケのメンバーとしても、エキストラ出演している。のだめオケの公募とサントラ音源の収録には、東京都交響楽団および、指揮者のジェームズ・デプリーストが協力し、原作者の二ノ宮とも交流のあるNHK交響楽団首席オーボエ奏者の茂木大輔、指揮者の梅田俊明らの専門家も音楽関連のアドバイザーや指揮指導をしている。黒木役のオーボエの演奏を実際にしているのは茂木ではなく、N響の同僚の池田昭子である。
BGMとしても非常に多くのクラシック音楽を使っている（下記音楽参照）。特に多用されたのがベートーベン「交響曲第7番」とガーシュウィン「ラプソディ・イン・ブルー」である。
「のだめカンタービレ in ヨーロッパ」では、楽団員や審査員などが話すシーン（本来は外国語のはずだが、視聴者のために日本語としているシーン）は、声優による吹き替えが使われた。声優のキャストは青二プロダクションが担当した。

## スタッフ
- 原作：二ノ宮知子（講談社刊「Kiss KC」所収）
- 脚本：衛藤凛
- 音楽：服部隆之
- 音楽監修：茂木大輔
- 音楽プロデューサー：外村敬一
- 音楽制作 / 協力：ソニー・ミュージックエンタテインメント、フジパシフィック音楽出版
- 原案協力：福井恭介、中塚康博、藤井喜久（講談社「月刊Kiss」編集部）
- 撮影協力：学校法人洗足学園（洗足学園音楽大学）、学校法人三室戸学園（東邦音楽大学）、昭和音楽大学、上野学園（上野学園大学）
- アクション監督：竹田道弘、村上潤（ジャパンアクションエンタープライズ）[11] ※ノンクレジット
- アクション出演：六本木康弘、石井樹里、澤江晃史[11] ※ノンクレジット
- 編成：立松嗣章
- プロデュース：若松央樹、清水一幸
- 演出：武内英樹、川村泰祐、谷村政樹
- 制作：フジテレビドラマ制作センター
- 4話劇中アニメ「プリごろ太 宇宙の友情大冒険」スタッフ
  - ごろ太：工藤晴香
  - プリリン：川上とも子
  - カズオ：芝原チヤコ
  - リオナ：釘宮理恵
  - マイケル：大山鎬則
  - 宇宙船：小野涼子
  - アニメーション監督・脚本・絵コンテ：カサヰケンイチ
  - 演出・作画監督：音地正行
  - アニメーション制作：ジェンコ、J.C.STAFF
  - 映像提供：のだめカンタービレ アニメ制作委員会

## 音楽

### 主題曲
- ベートーヴェン「交響曲第7番」第1楽章抜粋
- ジョージ・ガーシュウィン（原編曲：グローフェ、編曲：服部隆之）「ラプソディ・イン・ブルー」

### BGM
- 「交響曲4番『イタリア』」第一楽章（メンデルスゾーン）（1、3、8、10、11話）
- 「ロメオとジュリエット」より「モンタギュー家とキャピュレット家」 （プロコフィエフ）（1、2、4、5、9話）
- 「レクイエム」より「怒りの日」（ヴェルディ）（1、2、6、7、9話）
- 「熊蜂の飛行」（リムスキー＝コルサコフ）（1、2、5、8、9、10、11話）
- 「フィガロの結婚」序曲（モーツァルト）（1、2、3、4、11話）
- 「くるみ割り人形」より「こんぺい糖の踊り」（チャイコフスキー）（1、3、4、5、6話）
- 「弦楽セレナーデ」（チャイコフスキー）（1、2、3、5、6、7、11話）
- 「アメリカン・パトロール」（ミーチャム）（1、2、4、5、6、11話）
- 「ラプソディ・イン・ブルー」（ガーシュイン）（1、2、3、4、5、6、7、11話）
- 「チェコ組曲」よりポルカ（ドヴォルザーク）（1、2、6、7、9、10、11話）
- 「くるみ割り人形」より「花のワルツ」（チャイコフスキー）（1話）
- 「ヴァイオリン協奏曲第1番」第1楽章（モーツァルト）（2、3、4、10話）
- 「愛の悲しみ」（クライスラー）（2話）
- 「魔笛」よりアリア「恋人か女房があれば」（モーツァルト）（2、3話）
- 「ドン・ジョヴァンニ」より「お前が食事に招いたので - 地獄行き」（モーツァルト）（2話）
- 「ティル・オイレンシュピーゲルの愉快ないたずら」冒頭部（リヒャルト・シュトラウス）（2話）
- 「ピカデリー」（エリック・サティ）（2話）
- 「ワルツ第9番 変イ長調」（ショパン）（2話）
- 「別れの曲」（ショパン）（2、7話）
- 「ハープ協奏曲」（ヘンデル）（3話）
- 「交響曲第3番（ベートーヴェン）（3話）
- 「ガイーヌ」より「剣の舞」（ハチャトゥリアン）（4、8、9、10、11話）
- 「アルルの女」より「ファランドール」（ビゼー）（4話）
- 「ピアノソナタ第15番」（モーツァルト）（4、11話）
- 「アルルの女」より「メヌエット」（ビゼー）（4話）
- 組曲「動物の謝肉祭」より「水族館」（サン＝サーンス）（4、8、9話）
- 「交響曲第9番『新世界より』」第2楽章（ドヴォルザーク）（4、8話）
- 「美しきロスマリン」（クライスラー）（4話）
- 「ブランデンブルク協奏曲」（バッハ）（4、9話）
- 歌劇「タンホイザー」序曲（ワーグナー）（5話）
- 「交響曲3番」第3楽章（ブラームス）（5話）
- 「交響曲1番『巨人』」第4楽章（マーラー）（5、6話）
- 「ラデツキー行進曲」（ヨハン・シュトラウス1世）（5話）
- 「ペレアスとメリザンド」より「シシリエンヌ」（フォーレ）（5、8話）
- 歌劇「リゴレット」より「女心の歌」（ヴェルディ）（6話）
- 「四季」より「春」から第1楽章（ヴィヴァルディ）（6話）
- 「ニュルンベルクのマイスタージンガー」前奏曲（ワーグナー）（6話）
- 「管弦楽組曲第2番」より「バディネリ」（バッハ）（6話）
- 「チェロ協奏曲第1番」（サン=サーンス）（6話）
- 「白鳥の湖」より「情景」（チャイコフスキー）（6話）
- 「ピアノ協奏曲第5番『皇帝』」（ベートーヴェン）（6話）
- 「交響曲第40番」から第1楽章（モーツァルト）（6話）
- 「ハーリ・ヤーノシュ」より「ウィーンの音楽時計」（コダーイ）（7、9、11話）
- 交響詩「フィンランディア」の冒頭（シベリウス）（7、8、9、10話）
- 組曲「カレリア」より「行進曲風に」（シベリウス）（7、8話）
- 喜歌劇「天国と地獄」序曲（オッフェンバック）（7、11話）
- ポルカ「雷鳴と稲妻」（ヨハン・シュトラウス2世）（7、11話）
- 「幻想即興曲」（ショパン）（7話）
- 前奏曲集 第1巻より 第8曲「亜麻色の髪の乙女」（ドビュッシー）（7話）
- オラトリオ「ソロモン」より「シバの女王の入城」（ヘンデル）（7話）
- 組曲「惑星」より「木星」（ホルスト）（7、9、10、11話）
- 「小フーガ ト短調」（バッハ）（7、8話）
- 「ヴォカリーズ」（ラフマニノフ）（7話）
- 「スラブ舞曲集」第2集作品72から第2番（ドヴォルザーク）（7、9、10、11話）
- 「交響曲第25番」から第1楽章（モーツァルト）（7話）
- 「交響曲第2番」から第3楽章（ラフマニノフ）（7、8話）
- 「アランフエス協奏曲」から第2楽章（ロドリーゴ）（8、10、11話）
- 「ハンガリー舞曲」第5番（ブラームス）（8、9、11話）
- 「展覧会の絵」より「バーバ・ヤーガの小屋」（ムソルグスキー作曲、ラヴェル編曲）（8話）
- 「ボレロ」（ラヴェル）（8話）
- 「弦楽のためのアダージョ」（バーバー）（8話）
- 「マタイ受難曲」から「われら涙流しつつひざまずき」（バッハ）（8話）
- 「くるみ割り人形」より「ロシアの踊り（トレパーク）」（チャイコフスキー）（9話）
- 「トッカータとフーガ ニ短調」（バッハ）（9話）
- 「3つのドイツ舞曲 K.605より 第3曲「そりすべり」」（モーツァルト）（9話）
- 「四季」より「夏」から第3楽章（ヴィヴァルディ）（9、10話）
- 「愛の喜び」（クライスラー）（9話）
- 交響詩「禿山の一夜」（ムソルグスキー作曲、リムスキー=コルサコフ編曲）（10話）
- 「リュートのための古風な舞曲とアリア」第3組曲からイタリアーナ（レスピーギ）（10、11話）
- 「G線上のアリア」（バッハ）
- 「ワルツ第15番」（ブラームス）（9、11話）
- 「12の練習曲」Op. 10 第4番（ショパン）（10、11話）
- 「交響曲第1番」（ブラームス）（10話）
- 「メフィスト・ワルツ第1番 「村の居酒屋での踊り」」（リスト）（10話）
- 「交響曲第7番」（ベートーヴェン）（10、11話）
- 「管弦楽組曲第3番 ニ長調 BWV1068より 第2曲」（J.S.バッハ）（11話）
- 「ディヴェルティメント K.136」（モーツァルト）（11話）
- 「タイム・トゥ・セイ・グッバイ」（フランチェスコ・サルトーリ）
- 「わが祖国」より『第2曲：ヴルタヴァ（Vltava）』（スメタナ）（2008年特別編）
- 「大序曲1812年」（チャイコフスキー）（映画版、前編TVCF）

### 劇中で演奏された曲
- ベートーヴェン「ピアノソナタ第14番「月光」（1話）
- ベートーヴェン「ピアノソナタ8番『悲愴』」（1話）
- ベートーヴェン「交響曲第7番」（2、3、4話）
- ベートーヴェン「交響曲第9番」（1、2話）
- モーツァルト「オペラ｢魔笛」第2幕のアリア「復讐の心は地獄のように胸に燃え」（夜の女王のアリア）」（1話）
- モーツァルト「2台のピアノのためのソナタ K.448」（1、9話）
- ベートーヴェン「ヴァイオリンソナタ第5番『春』」（2、6話）
- モンティ「チャルダッシュ」（2話）
- リスト「パガニーニによる大練習曲」より 第3曲「ラ・カンパネッラ」」（5話）
- ラフマニノフ「ピアノ協奏曲2番」（5、6話）
- モーツァルト「コジ・ファン・トゥッテ」より 「胸かき乱す、この狂おしい思い」（6話）
- メンデルスゾーン「ヴァイオリン協奏曲」（通称：メンコン）（7話）
- ブラームス「交響曲第1番」（通称：ブラ・イチ）（7、8話）
- モーツァルト「オーボエ協奏曲」（7話）
- シューベルト「ピアノソナタ第16番」（9、11話）
- ショパン「12の練習曲」Op. 10 第4番（9話）
- ドビュッシー「喜びの島」（9、10話）
- ベートーヴェン「ピアノソナタ第23番 ヘ短調 Op.57 「熱情」 第3楽章」（9話）
- シューマン「ピアノソナタ第2番」（10話）
- ストラヴィンスキー「ペトルーシュカからの3楽章」より第1楽章および第3楽章（NHK「きょうの料理」のテーマ曲（冨田勲作曲）入り）（10話）
- ブラームス「パガニーニの主題による変奏曲」（10話）
- サラサーテ「ツィゴイネルワイゼン」 (10話、11話)
- サラサーテ「カルメン幻想曲」（11話）
- ショパン「英雄ポロネーズ」（2008年特別編）
- リヒャルト・シュトラウス「ティル・オイレンシュピーゲルの愉快ないたずら」（2008年特別編）
- ミハイル・グリンカ「歌劇ルスランとリュドミラ」序曲（2008年特別編）
- ドヴォルザーク「交響曲第9番『新世界より』」とその改竄版（2008年特別編）
- モーツァルト「きらきら星変奏曲」（4話、2008年特別編）
- ラヴェル「道化師の朝の歌」（2008年特別編）
- チャイコフスキー「ヴァイオリン協奏曲」（2008年特別編）

## ロケ地

### キャンパス
- 洗足学園音楽大学
- 東邦音楽大学

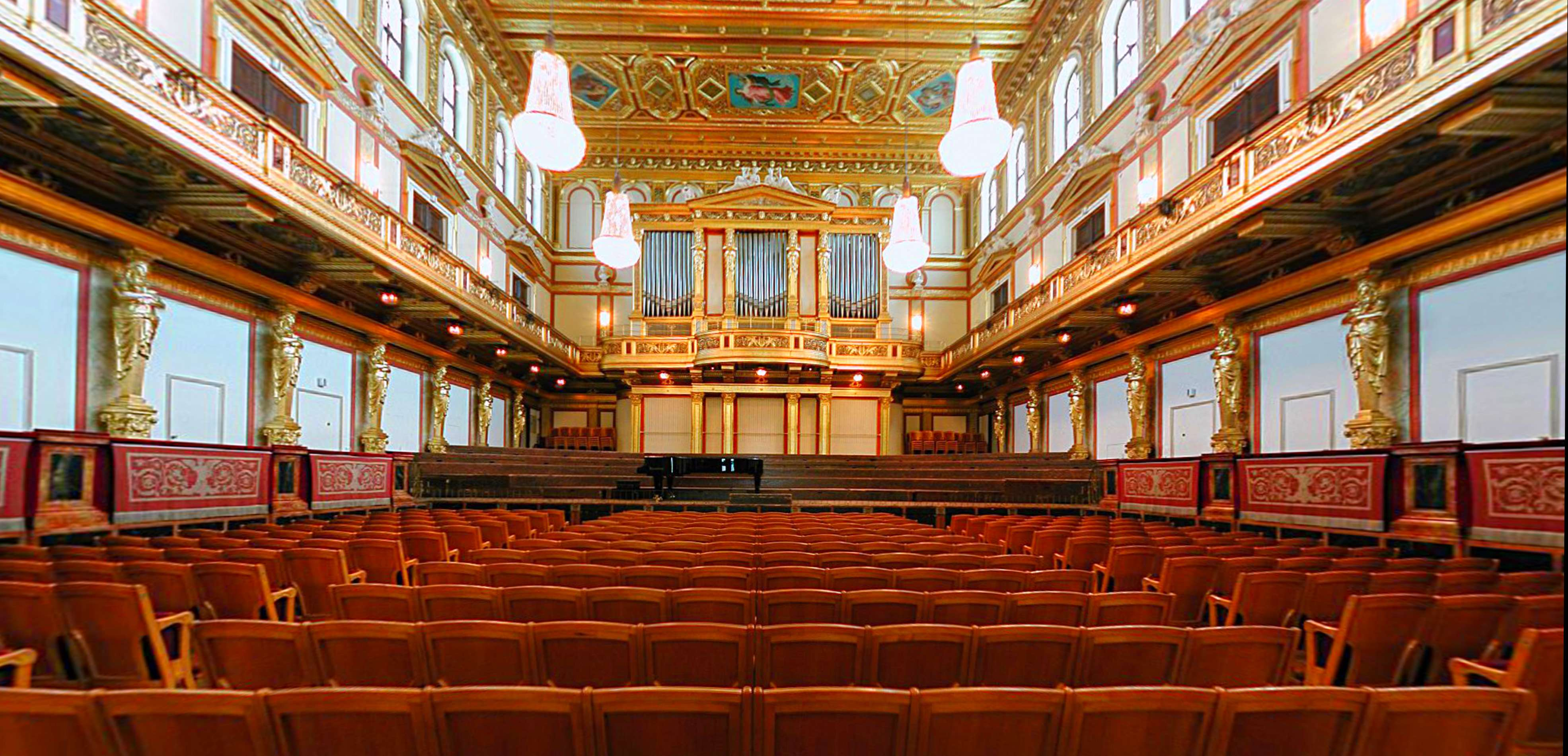
映画版のロケに使用されたウィーン楽友協会グローサーザール

- パリ国立高等音楽院（新春SP・のだめが通う『コンセルヴァトワール（パリ音楽院）』）

### ホール
連続するシーンでも、建物の外観とホールの内観とが異なるケースがある。
- 八王子市芸術文化会館 いちょうホール
- 府中の森芸術劇場（※外観、中央エントランスホール）
- 東邦音楽大学 グランツザール（※外観、エントランス、ホール）
- 所沢市民文化センター ミューズ アークホール（※外観、エントランス、ホワイエ）
- 所沢市民文化センター ミューズ マーキーホール（※外観、ロビー）
- 洗足学園音楽大学 前田ホール（R☆Sオーケストラの初公演）
- 横浜市青葉区民文化センター フィリアホール（マラドーナピアノコンクール第1次・2次予選）
- ぱるるプラザ千葉 ぱるるホール（現・京葉銀行文化プラザ 音楽ホール。マラドーナピアノコンクール本選）
- サントリーホール（R☆Sオーケストラのクリスマスコンサート）
- 東京厚生年金会館 楽屋（R☆Sオーケストラのクリスマスコンサート）
- ミューザ川崎シンフォニーホール（新春SP・千秋が新都フィルで東京デビューを飾る）

## 評価
2015年にOKMusicが選定する「本当に泣けると評判のドラマ3選」に選ばれている（他の2選は、『世界の中心で、愛をさけぶ』（2004年）、『神様、もう少しだけ』（1998年））。

## 放送日程

### 連続ドラマ
| 各話                                                      | 放送日         | サブタイトル                           | 視聴率 |
| --------------------------------------------------------- | -------------- | -------------------------------------- | ------ |
| Lesson 1                                                  | 2006年10月16日 | 変態ピアニストVS俺様指揮者のラプソディ | 18.2%  |
| Lesson 2                                                  | 10月23日       | 落ちこぼれ変態オケ! 波乱のスタート!?   | 16.1%  |
| Lesson 3                                                  | 10月30日       | 弱小オケ大ピンチ!! 愛は貧乏を救えるか  | 18.4%  |
| Lesson 4                                                  | 11月06日       | キス成るか!? 感動の定期演奏会バトル!!  | 18.3%  |
| Lesson 5                                                  | 11月13日       | さよなら巨匠! 恋の学園祭オケ対決!!     | 19.9%  |
| Lesson 6                                                  | 11月20日       | さらばSオケ!! 涙の解散式&愛の2台ピアノ | 17.5%  |
| Lesson 7                                                  | 11月27日       | 新オケ始動! すれ違う恋に波乱の予感!?   | 19.4%  |
| Lesson 8                                                  | 12月04日       | 新星オケ初陣! トラウマ克服に揺れる恋   | 19.2%  |
| Lesson 9                                                  | 12月11日       | コンクールVS留学! 決断は別れの予感!?   | 19.3%  |
| Lesson 10                                                 | 12月18日       | 波乱のコンクール! 告白と涙の最終章!!   | 18.7%  |
| Last Lesson                                               | 12月25日       | さよならのだめ!! 涙のクリスマス公演    | 21.7%  |
| 平均視聴率18.9%（視聴率は関東地区・ビデオリサーチ社調べ） |                |                                        |        |

### スペシャルドラマ
| 各話             | 放送日                          | サブタイトル                                                                                                | 視聴率          |
| ---------------- | ------------------------------- | --- | --------------- |
| Special Lesson 1 | 2008年1月4日 （2009年12月18日） | 恋も音楽も新章突入変態&俺様! 夢の指揮コンクール大決戦!! （完結への序章!!指揮コン決戦）                      | 18.9% （16.6%） |
| Special Lesson 2 | 2008年1月5日 （2009年12月19日） | ライバル出現で波瀾万丈! 初リサイタルと二人の恋の結末は!? （完結への序章!!初リサイタルで二人の恋の結末は!?） | 21.0% （15.5%） |

## 関連商品

### 映像ソフト
のだめカンタービレ DVD-BOX
2007年5月25日発売。DVD6枚組（初回生産限定版は特典ディスクがついて7枚組）。このDVD-BOXは、通常、10,000セットで大ヒットといわれる連続ドラマのDVDにおいて、初回版でセル・レンタル含め、販売数50,000セットを超える大ヒットを記録（2007年6月末現在）。ドラマのDVDとしては異例の、オリコン初登場7位（6月4日付け『weekly DVD chart』）を獲得した。
のだめカンタービレ in ヨーロッパ ロケ地マップ完全版
2008年4月11日発売。DVD1枚。2008年1月4日にテレビ放映された番宣番組「パリだ!プラハだ!!ぎゃぼー!!!のだめカンタービレ in　ヨーロッパ 特報!みどころマップ」の拡大完全版。
のだめカンタービレ in　ヨーロッパ
2008年5月9日発売。DVD2枚組（初回生産限定版は特典ディスクがついて3枚組）。

### CD
- 「のだめカンタービレ」オリジナル・サウンドトラック
- のだめカンタービレ ベスト100【完全生産限定盤】
- のだめカンタービレ ベスト100【通常版】
- のだめカンタービレ キャラクター・セレクション ミルヒーと仲間たち編
- のだめカンタービレ キャラクター・セレクション のだめ編
- のだめカンタービレ キャラクター・セレクション 千秋編
- 「のだめオーケストラ」LIVE!
- 「のだめオーケストラ」STORY!
- 「のだめカンタービレスペシャル」BEST!
- おなら体操（上野樹里）
- のだめカンタービレ マングースボックス
- のだめカンタービレ コンプリート BEST 100（初回生産限定盤）（DVD付）
- のだめカンタービレ コンプリート BEST 100（通常盤）

### 書籍
- 高里椎奈 『小説 のだめカンタービレ』 講談社、2006年12月、ISBN 4-06-213768-2

### グッズ
- ロケットペンダント
- キーホルダー（ピアノ・トランペット）
- フロートペン
- のだめシャープペン
- のだめクリアファイル（ライラックパープル・ブラック）
- マグカップ
- のだめ携帯ストラップ（バイオリン・ピアノ・フルート・クラリネット・コーラス・ティンパニー）
- フエルト ケンバンバッグ
- ピアノ型オルゴール
- 譜面ホルダー&しおり
- ペンケース（ピアノ・音記号）
- メールガード
- SオケTシャツ
- 裏軒どんぶり
- 千秋キューピーストラップ

### コラボレーション
ファミリーマートで「裏軒」と「千秋の料理」が期間限定で発売された。
- 麻婆煮込み野菜丼（450円）2006年11月28日発売。
- クラブハウスサンド（340円）2006年11月28日発売。
- 蟹と海老のクリームスープパスタ（395円）2006年12月5日発売。

## コンサート
- 「茂木大輔の『生で聴く“のだめカンタービレ”の音楽会』」（初回公演：2006年1月29日 - ）：初演 春日井市民会館（愛知県春日井市）
日本（世界）で初めて、『のだめ』の名を冠した、原作者公認のコンサート。初回には二ノ宮自身も顔を出した。
- 「のだめオーケストラコンサート」（2006年12月22日）：東京国際フォーラムA
のちにDVD化された。コンサート中に出演者（千秋、のだめ）が登場し、司会の軽部真一からインタビューをうける。
- 「のだめオーケストラコンサート 第2弾 〜アニメ版〜」（2007年2月28日 - 3月2日）：東京国際フォーラムA
- 「都響×のだめカンタービレ シンフォニック・コンサート」（2007年4月12日）：東京芸術劇場大ホール
- 「THE★のだめ祭」（2007年6月13日）：Bunkamuraオーチャードホール
- 「のだめオーケストラコンサート 〜ドラマ版 サマースペシャル〜」（2007年7月21日・22日）：東京国際フォーラムA
- 「都響×のだめカンタービレ シンフォニック・コンサート 2nd STAGE」（2007年11月11日）：東京芸術劇場大ホール
- 「のだめオーケストラコンサート 〜ドラマ版 クリスマススペシャル〜」（2007年12月18日 - 28日）：ル テアトル銀座
- 「のだめオーケストラコンサート〜アニメ版・巴里編〜」（2008年10月1日・2日）：NHKホール
スペシャルゲストとして、ゴスペラーズや髭男爵が登場。
- 「のだめオーケストラコンサート 最終楽章」（2009年10月30日 - 11月1日）：東京国際フォーラムA

## 国外での放送
韓国国内のケーブルテレビで韓国語字幕付きで放送されており、視聴率が2%という、ケーブルテレビとしては高い値を取っている。韓国の地上波テレビ局では、日本のドラマなどの放送は禁じられている。
台湾の緯来日本台、香港TVBの翡翠台などでも放送。なお、台湾では2009年3月に高雄市でズデニェク・マーツァル指揮による演奏会があり、「交響情人夢（のだめカンタービレの台湾での題名）演奏会」として一夜目が「野田妹（のだめ）の夜」、二夜目が「千秋の夜」とされた。演目は一夜目が有名曲中心で、二夜目はブルックナーの交響曲などだった。

## 劇場版
本ドラマをベースにした実写映画『のだめカンタービレ 最終楽章』が前後編2部作で制作された。テレビドラマ版の演出に引き続き、前編を武内英樹、後編を川村泰祐が監督を務め、共に映画監督デビューとなった。2010年上半期邦画興収は前編が2位、後編が3位であった。

## イベント・コラボレーション
2006年12月23日から12月31日まで、「のだめフェスティバル」が東京国際フォーラムで開催された。12月26日、27日にはのだめカンタービレ杯が開催され、オーケストラ部門、ピアノ部門、管楽器部門でコンテストが行われた。また、のだめワールドと称してドラマ「のだめカンタービレ」コーナー、マエストロ千秋の楽器演奏体験コーナー、のだめ丸ごとお絵かきコーナー、「マングースと一緒に記念撮影できちゃうのデス!!」コーナーといったコーナーが設けられたほか、のだめオーケストラによるコンサートも行われた。
テレビドラマ化を記念して「CAFE DE のだめ」が作られ、ドラマの撮影にも使用された。2007年にはテレビアニメ化を記念してリニューアルされ、同年4月初旬に終了した。
2007年お台場冒険王のシアターモールにのだめのブース「のだめカンタービレ・夏休みクラシック講座」ができ、のだめのドラマとアニメがコラボレーションした。講師陣に上野樹里、玉木宏、竹中直人が登場。

## 韓国版
2014年10月13日から12月2日までKBS第2テレビジョンにて放送された。
日本では、CS放送フジテレビTWO ドラマ・アニメにて、2015年2月14日から放送、7月1日にBlu-ray＆DVD・BOX1・2が発売。
내일도 칸타빌레も参照。

### 登場人物
〈〉内は原作で相当するキャラクター名。（）内は日本語吹き替え。
- ソル・ネイル〈野田恵〉：シム・ウンギョン（川澄綾子）
- チャ・ユジン〈千秋真一〉：チュウォン/ チェ・グォン（関智一）
- イ・ユヌ〈菊地亨〉：パク・ボゴム（梶裕貴）
- フランツ・シュトレーゼマン：ペク・ユンシク(岩崎ひろし)
- ユ・イルラク〈峰龍太郎〉：コ・ギョンピョ（柳田淳一）
- チョン・シウォン〈三木清良〉：ベ・ミンジョン（種市桃子）
- マ・スミン〈奥山真澄〉：チャン・セヒョン（比上孝浩）
- チェ・ドギョン〈多賀谷彩子〉：キム・ユミ（吉野七海）
- チェ・ミニ〈佐久桜〉：ミン・ドヒ (Tiny-G)（佐藤美由希）
- ソン・ミナ〈桃平美奈子〉：イェ・ジウォン（戸張美里）
- アン・ゴンソン〈谷岡肇〉：ナム・グンヨン（渡邉隼人）
- ト・ガンジェ〈江藤耕浩〉：イ・ビョンジュン（天田益男）
- ヤン・ソニョン：イ・アヒョン（大塚さと）
- チャ・ドンオ：チョン・ボソク
- グ・ソルジェ：イ・ジュヒョン
- ハン・センオ：ベク・ソビン
- ソン・スジ：アイォン（椎葉マリエ）
- イ・ジェヨン：ジョ・ユンユ
- イ・ダニャ：チョン・ソナ（石黒千尋）
- ユ・ウォンサン：アン・ギルガン
- ソ・リモ：パン・ウヒ
- セヴァスチャーノ・ヴィエラ：ヨエル・レヴィ（宮本克哉）
- ジャン・オソン：ハンミン
- キム・ジスク（特別出演）
- チャ・ユジンの母方の叔父：ソンユ・ジェドク（特別出演）

## 中国版
2020年6月21日から7月13日まで湖南衛星テレビにて放送された。
日本では、アジアドラマチックTVにて、2021年7月14日から放送、2021年12月3日にDVD-BOX１、2022年1月14日にDVD-BOX２、2022年2月4日にDVD-BOX３が発売。
蝸牛與黃鸝鳥も参照。

### 登場人物
〈〉内は原作で相当するキャラクター名。
- 方小莴〈野田恵〉：林允
- 李臻言〈千秋真一〉：张新成
- 费舍尔〈フランツ・シュトレーゼマン〉：宁理
- 田毅松：宁桓宇
- 蒋采薇：方圆
- 秦奮：陳景煬
- 林清商：劉倩文
- 宋冉：李京恬
- 李亞哲〈千秋雅之〉：包小柏
- 貝少芬：孔琳
- 顾笙：張楊果而
- 纪墨：贺开朗
- 卓音：林千鹿
- 蓝博：宋沐泽
- 林雨眠〈桃平美奈子〉：于小磊
- 顾筝〈三善征子〉：杨雪
- 胡千厥：王槊
- 张尚歌：周铁